# بيتي ويليامز
إليزابيث ويليامز (بالإنجليزية: Betty Williams)‏ (قبل الزواج سميث؛ 22 مايو 1943 - 17 مارس 2020) ناشطة سلام من أيرلندا الشمالية. حصلت على جائزة نوبل للسلام في عام 1976 لعملها كمؤسسة مشاركة لمجتمع السلام، وهي منظمة مكرسة لتعزيز حل سلمي للمشاكل في أيرلندا الشمالية.
ترأست ويليامز المؤسسة العالمية للطفولة وكانت رئيسًا للمركز الدولي لرعاية الطفولة. كانت رئيسة معهد الديمقراطية الآسيوية في واشنطن العاصمة. ألقت محاضرة على نطاقٍ واسع حول مواضيع السلام والتعليم والتفاهم بين الثقافات والأديان ومكافحة التطرف وحقوق الطفل.
كانت ويليامز أحد الأعضاء المؤسسين لقمة الحائزين على جائزة نوبل، والتي تُعقد سنويًا منذ عام 2000.
في عام 2006، أصبحت ويليامز مؤسسةً لمبادرة نوبل للمرأة إلى جانب الحائزين على جائزة نوبل للسلام ميريد كوريغان ماغواير وشيرين عبادي ووانجاري ماثاي وجودي ويليامز وريغوبيرتا مينتشو توم. جمعن هؤلاء النساء الست، اللاتي يمثلن أمريكا الشمالية والجنوبية والشرق الأوسط وأوروبا وأفريقيا، تجاربهن في جهدٍ موحد من أجل السلام بالعدل والمساواة. تهدف مبادرة نوبل للنساء إلى المساعدة في تعزيز العمل الجاري لدعم حقوق المرأة حول العالم. كانت ويليامز أيضًا عضوًا في مؤسسة بيس جام.

## نشأتها
وُلدت ويليامز في 22 مايو 1943 في بلفاست، أيرلندا الشمالية. كان والدها يعمل جزارًا وكانت والدتها ربة منزل. تلقت بيتي تعليمها الابتدائي من مدرسة سانت تيريزا الابتدائية في بلفاست ودرست في مدرسة سانت دومينيك غرامر للبنات خلال دراساتها الثانوية. وبعد أن أكملت تعليمها الرسمي، شغلت وظيفة موظف الاستقبال في المكتب.
نادرًا ما كان يحدث في ذلك الوقت في أيرلندا الشمالية، حيث كان والدها بروتستانتيًا ووالدتها كاثوليكية؛ الخلفية العائلية التي قالت ويليامز عنها لاحقًا بأنها استمدت منها التسامح الديني واتساع الرؤية الذي حفزها على العمل من أجل السلام. في أوائل سبعينيات القرن العشرين، انضمت إلى حملة مناهضة للعنف برئاسة كاهن بروتستانتي. اعتمدت ويليامز على هذه التجربة لإعدادها لكي تؤسس في نهاية المطاف حركة سلام خاصة بها، والتي ركزت على إنشاء مجموعات سلام مكونة من المعارضين السابقين، وممارسة تدابير بناء الثقة، وتطوير عملية السلام على مستوى القاعدة الشعبية.

## عريضة سلام
انجرت ويليامز إلى الساحة العامة بعد أن شهدت مقتل ثلاثة أطفال في 10 أغسطس عام 1976، عندما ضربتهم سيارة كان سائقها، شبه عسكري من الجيش الجمهوري الأيرلندي (آي آر إيه)، يدعى داني لينون، أُصيب برصاصة قاتلة في المقابل من قبل جنديّ من فوج الحدود الملكيّ الخاص بالملوك. عندما وصلت إلى ملتقى الشارعين في طريقها إلى منزلها، رأت الأطفال الثلاثة ماغواير الذين سُحقوا بالسيارة المنحرفة وهرعت للمساعدة. أمهم، آن ماغواير، التي كانت مع الأطفال، تُوفيت في نهاية المطاف في يناير عام 1980.
تأثرت ويليامز بهذا الحادث لدرجة أنها حصلت في غضون يومين من الحدث المأساوي على 6000 توقيع على عريضة من أجل السلام واكتسبت اهتمامًا إعلاميًا واسعًا. شاركت مع كوريغان في تأسيس منظمة نساء من أجل السلام. والتي أصبحت بالتعاون مع كياران ماكيون فيما بعد مجتمع السلام.
سرعان ما نظمت ويليامز مسيرة سلام إلى قبور الأطفال القتلى، حضرها 10,000 امرأة بروتستانتية وكاثوليكية. لكن المسيرة السلمية عرقلتها عناصر الجيش الجمهوري الأيرلندي بعنف، واتهموهم بأنهم «المغفلين من البريطانيين». في الأسبوع التالي، قادت ويليامز مسيرة أخرى في أورمو بارك اختُتمت بنجاح دون حوادث - هذه المرة مع 20,000 مشارك.
في ذلك الوقت، أعلنت ويليامز ما يلي:

### إعلان شعب السلام
الإعلان الأول لشعب السلام
- لدينا رسالة بسيطة للعالم من هذه الحركة من أجل السلام.
- نريد أن نعيش ونحب ونبني مجتمعًا سلميًا وعادلًا.
- نريد لأطفالنا، كما نريد لأنفسنا، أن نعيش حياتنا في المنزل، والعمل، وفي اللعب حياة الفرح والسلام.
- نحن ندرك أن بناء مثل هذا المجتمع يتطلب التفاني والعمل الجاد والشجاعة.
- نحن ندرك أن هناك العديد من المشاكل في مجتمعنا والتي هي مصدر للصراع والعنف.
- نحن ندرك أن كل رصاصة تُطلق وكل قنبلة متفجرة تجعل هذا العمل أكثر صعوبة.
- نرفض استخدام القنبلة والرصاص وكل أساليب العنف.
- نكرس أنفسنا للعمل مع جيراننا، القريبين والبعيدين، يومًا بعد يوم، لبناء ذلك المجتمع المسالم الذي تكون فيه المآسي التي عرفناها ذكرى سيئة وتحذيرًا مستمرًا.

## روابط خارجية
- بيتي ويليامز على موقع IMDb (الإنجليزية)
- بيتي ويليامز على موقع الموسوعة البريطانية (الإنجليزية)
- بيتي ويليامز على موقع مونزينجر (الألمانية)
- بيتي ويليامز على موقع إن إن دي بي (الإنجليزية)